# Pringsewu (Regierungsbezirk)
Pringsewu ist ein indonesischer Regierungsbezirk (Kabupaten) in der indonesischen Provinz Lampung auf der Insel Sumatra. Ende 2023 leben hier etwa 437.000 Menschen. Das Verwaltungszentrum des Kabupaten Pringsewu ist der gleichnamige Ort Pringsewu, etwa 35 km Luftlinie westlich der Provinzhauptstadt Bandar Lampung.

## Geografie
Hinsichtlich seiner Territorialfläche belegt der Kabupaten Platz 13 von 15 Verwaltungseinheiten der 2. Ebene (Kabupaten/Kota) in der Provinz (1,84 %) und ist damit der kleinste Kabupaten in Lampung. Unter den 120 Kabupaten auf der Insel Sumatra wird Platz 65 erreicht.

### Lage
Der Binnenbezirk Pringsewu liegt im südlichen Teil der Provinz Lampung und grenzt im Süden und Westen an den Bezirk Tanggamus, im Norden an Lampung Tengah und im Osten an Pesawaran. Es werden die Koordinaten zwischen 5° 09′ 25″ und 5° 34′ 35″ s. Br. sowie zwischen 104° 46′ 17″ und 105° 05′ 52″ ö. L. belegt.

## Verwaltungsgliederung
Administrativ gliedert sich der Kabupaten Pringsewu seit dem Jahr 2012 in 9 Distrikte (Kecamatan) mit 131 Dörfern (Desa), von denen 5 als Kelurahan städtisch geprägt sind. Die Kelurahan liegen alle im Kecamatan Pringsewu.
| Code 1   | Kecamatan Distrikt | Ibu Kota Verwaltungssitz | Fläche (km²) | Einw. Zensus 2010 2 | Volkszählung 2020 | Volkszählung 2020 | Volkszählung 2020 | Anzahl der Dörfer |
| Code 1   | Kecamatan Distrikt | Ibu Kota Verwaltungssitz | Fläche (km²) | Einw. Zensus 2010 2 | Einw. 3           | 0Dichte 40        | Sex Ratio 5       | Anzahl der Dörfer |
| -------- | ------------------ | ------------------------ | ------------ | ------------------- | ----------------- | ----------------- | ----------------- | ----------------- |
| 18.10.01 | Pringsewu          | Pringsewu                | 53,29        | 76.082              | 81.776            | 1.534,55          | 104,66            | 15                |
| 18.10.02 | Gading Rejo        | Gadingrejo               | 85,71        | 69.307              | 77.727            | 906,86            | 105,95            | 23                |
| 18.10.03 | Ambarawa           | Ambarawa                 | 30,99        | 32.283              | 36.387            | 1.174,15          | 107,12            | 8                 |
| 18.10.04 | Pardasuka          | Pardasuka                | 94,64        | 32.131              | 35.174            | 371,66            | 108,85            | 13                |
| 18.10.05 | Pagelaran          | Pagelaran                | 72,47        | 58.945              | 52.042            | 718,12            | 107,00            | 22                |
| 18.10.06 | Banyumas           | Banyumas                 | 39,85        | 18.996              | 21.292            | 534,30            | 103,42            | 11                |
| 18.10.07 | Adiluwih           | Adiluwih                 | 74,82        | 32.929              | 36.063            | 482,00            | 106,65            | 13                |
| 18.10.08 | Sukoharjo          | Sukoharjo                | 72,95        | 44.696              | 49.704            | 681,34            | 105,10            | 16                |
| 18.10.09 | Pagelaran Utara00  | Pagelaran Utara          | 100,28       |                     | 15.301            | 152,58            | 109,55            | 10                |
| 18.10    | Kab. Pringsewu     | Kab. Pringsewu           | 625,00       | 365.369             | 405.466           | 648,75            | 106,13            | 131               |

## Demografie
Hinsichtlich der Bevölkerung wird (mit 4,83 % der Provinz) Platz 9 von 15 Verwaltungseinheiten der 2. Ebene (Kabupaten/Kota) erreicht. Bezogen auf alle 120 Kabupaten auf der Insel Sumatra entspricht dies Rang 46. Mit der Bevölkerungsdichte von 708,4 Einw. je km² weist Pringsewu die höchste aller 13 Kabupaten der Provinz Lampung auf. Daten von Ende 2023.
Der Frauenanteil hat sich zwischen den beiden Volkszählungen 2010 und 2020 sowie zum Jahresende 2023 nur geringfügig erhöht und auf Werte oberhalb von 48 Prozent eingepegelt.
| Religion im Jahr 2023 | Religion im Jahr 2023 | Religion im Jahr 2023 | Religion im Jahr 2023 |
| Religion              | Anzahl                | Anteil (%) 1          |                       |
| --------------------- | --------------------- | --------------------- | --------------------- |
| Islam                 | 422.504               | 96,63                 |                       |
| Christen insg.        | 0.11.663              | 02,67                 |                       |
| Davon:                |                       |                       |                       |
| Protestanten          | 00.3.448              | 00,79                 |                       |
| Katholiken            | 00.8.215              | 01,88                 |                       |
|                       |                       |                       |                       |
| Hindus                | 00.2.343              | 00,54                 |                       |
| Buddhisten            | 000.535               | 00,12                 |                       |

| Jahr  | Gesamt- bevölkerung | Männer   | %      | Frauen   | %      |
| ----- | ------------------- | -------- | ------ | -------- | ------ |
| 02010 | 00365.369           | 0187.982 | 051,45 | 0177.387 | 048,55 |
| 02020 | 00405.466           | 0208.763 | 051,49 | 0196.703 | 048,51 |
| 02023 | 00437.222           | 0223.750 | 051,18 | 0213.472 | 048,82 |

### Soziale Daten 2020
| Merkmal                                                            | Pringsewu | 0Prov. Lampung0 |
| ------------------------------------------------------------------ | --------- | --------------- |
| Bevölkerung unterhalb der Armutsgrenze (Tsd.)0                     | 40,12     | 1.049,32        |
| Anteil der „armen Bevölkerung“ (indonesisch Penduduk miskin) (%)00 | 09,97     | 12,34           |
| Arbeitslosenrate (%)                                               | 05,77     | 05,67           |
| Lebenserwartung bei der Geburt (Jahre)                             | 73,90     | 73,66           |
| HDI-Index                                                          | 72,04     | 71,04           |
| Analphabetenrate (in %, 15+ J.)                                    | 02,41     | 02,76           |
| Anteil der Altersgruppen                                           | 0Real0    | 0Prozentual0    |
| Kinder (<15 J.)                                                    | 0102.4830 | 25,28           |
| arbeitsfähige Bevölkerung (15–64 J.)                               | 0277.2120 | 68,37           |
| Rentner und Pensionäre (>65 J.)                                    | 0025.7710 | 06,36           |

### Aktuelle Daten der Bevölkerungsfortschreibung
Nachfolgende Tabelle gibt den Einwohnerstand nach Geschlecht vom Jahresende 2022 und 2023 wieder. Er resultiert aus den Ergebnissen der Fortschreibung durch die örtlichen Zivilregistrierungsbüros (Disdukcapil, indonesisch Dinas Kependudukan dan Pencatatan Sipil) und kann in einer interaktiven Karte abgerufen werden
| Kecamatan        | 31.12.2022 | 31.12.2022 | 31.12.2022 | Fläche km² | 31.12.2023 | 31.12.2023 | 31.12.2023 | 31.12.2023         | 31.12.2023          |
| Kecamatan        | 0Insg.     | männl.     | weibl.     | Fläche km² | 0Insg.     | männl.     | weibl.     | Dichte [Einw./km²] | Sex Ratio [M*100/F] |
| ---------------- | ---------- | ---------- | ---------- | ---------- | ---------- | ---------- | ---------- | ------------------ | ------------------- |
| Pringsewu        | 85.897     | 43.664     | 42.233     | 48,49      | 87.331     | 44.372     | 42.959     | 1.801,0            | 103,29              |
| Gading Rejo      | 82.639     | 42.188     | 40.451     | 60,55      | 83.907     | 42.896     | 41.011     | 1.385,7            | 104,60              |
| Ambarawa         | 39.053     | 20.074     | 18.979     | 29,30      | 39.612     | 20.381     | 19.231     | 1.351,9            | 105,98              |
| Pardasuka        | 37.410     | 19.263     | 18.147     | 78,04      | 38.027     | 19.558     | 18.469     | 487,3              | 105,90              |
| Pagelaran        | 55.207     | 28.366     | 26.841     | 134,16     | 55.930     | 28.721     | 27.209     | 416,9              | 105,56              |
| Banyumas         | 22.852     | 11.604     | 11.248     | 34,75      | 23.300     | 11.798     | 11.502     | 670,5              | 102,57              |
| Adiluwih         | 38.098     | 19.623     | 18.475     | 56,22      | 38.758     | 19.943     | 18.815     | 689,4              | 106,00              |
| Sukoharjo        | 52.845     | 26.953     | 25.892     | 73,56      | 53.827     | 27.468     | 26.359     | 731,7              | 104,21              |
| Pagelaran Utara  | 16.311     | 8.490      | 7.821      | 93,89      | 16.530     | 8.613      | 7.917      | 176,1              | 108,79              |
| Kab. Pringsewu00 | 430.312    | 220.225    | 210.087    | 608,96 1   | 437.222    | 223.750    | 213.472    | 718,0              | 104,81              |

## Geschichte
Der Kabupaten Pringsewu entstand Ende 2008 zusammen mit den beiden Kabupaten Mesuji und Tulangbawang Barat (die beiden wurden aber aus dem Bezirk Tulangbawang abgetrennt) aus dem nordöstlich Teil des „Mutterbezirks“ Tanggamus. Dieser gab 8 seiner 24 Kecamatan, ein Sechstel seines Territoriums und 41 % seiner Bevölkerung an den neuen Kabupaten ab. Die Zahl der Kecamatan erhöhte sich im Jahr 2012 um eins, als 8 Dörfer vom Kecamatan Pagelaran zum neuen Kecamatan Pagelaran Utara vereint wurden.

## Verzeichnis der Kelurahan
Die nachfolgende Liste gibt den Einwohnerstand zum Jahresende 2022 (Semester II/2022) und genau ein Jahr später für alle Kelurahan im Bezirk Pringsewu wieder. Für die fünf Kecamatan stieg die Einwohnerzahl innerhalb eines Jahres um 409 Einwohner.

Neben der Fläche und den Einwohnerzahlen sind auch deren Zugehörigkeiten zu den fünf Kecamatan aufgeführt, ebenso die errechneten Ergebnisse der Bevölkerungsdichte (in Einw. je km²) sowie des Geschlechterverhältnisses (Sex Ratio). Als erste Spalte ist der Strukturcode des indonesischen Innenministeriums angegeben. Er gibt gleichfalls Aufschluss über die Zugehörigkeit der Dörfer zu den übergeordneten Verwaltungsebenen: Die ersten drei Zahlenpärchen werden durch Punkte getrennt und geben die Provinz, den Regierungsbezirk (Kabupaten) und den Distrikt (Kecamatan) an. Als letztes folgt nach einem weiteren Trennungspunkt der vierstellige „Dorfcode“ – wobei städtisch geprägte Kelurahan immer mit 1 und „normale“ (ländliche) Desa mit einer 2 beginnen. Die Statistikseiten von BPS (Badan Pusat Statistik) verwenden eine andere Nomenklatur, auf die hier nicht näher eingegangen werden soll, da sie nur bei den Volkszählungen Anwendung findet.
Wie bei vorstehender Tabelle entstammen alle Daten der Fortschreibung durch die örtlichen Zivilregistrierungsbüros (Disdukcapil).
| Struktur- code | Kecamatan | Kelurahan           | Bevölkerung am Jahresende 2022 | Bevölkerung am Jahresende 2022 | Bevölkerung am Jahresende 2022 | Bevölkerung am Jahresende 2022 | Bevölkerung am Jahresende 2023 | Bevölkerung am Jahresende 2023 | Bevölkerung am Jahresende 2023 | Bevölkerung am Jahresende 2023 | Bevölkerung am Jahresende 2023 |
| Struktur- code | Kecamatan | Kelurahan           | Fläche (km²)                   | Gesamt                         | männlich                       | weiblich                       | Gesamt                         | männlich                       | weiblich                       | Dichte                         | Sex Ratio                      |
| -------------- | --------- | ------------------- | ------------------------------ | ------------------------------ | ------------------------------ | ------------------------------ | ------------------------------ | ------------------------------ | ------------------------------ | ------------------------------ | ------------------------------ |
| 18.10.01.1001  | Pringsewu | Fajaresuk           | 4,33                           | 7577                           | 3835                           | 3742                           | 7.628                          | 3.838                          | 3.790                          | 1.761,7                        | 101,27                         |
| 18.10.01.1002  | Pringsewu | Pringsewu Utara     | 1,77                           | 9027                           | 4537                           | 4490                           | 9.147                          | 4.591                          | 4.556                          | 5.167,8                        | 100,77                         |
| 18.10.01.1003  | Pringsewu | Pringsewu Selatan00 | 1,85                           | 10309                          | 5152                           | 5157                           | 10.392                         | 5.193                          | 5.199                          | 5.617,3                        | 99,88                          |
| 18.10.01.1004  | Pringsewu | Pringsewu Barat     | 1,66                           | 9861                           | 4966                           | 4895                           | 10.015                         | 5.036                          | 4.979                          | 6.033,1                        | 101,14                         |
| 18.10.01.1005  | Pringsewu | Pringsewu Timur     | 1,49                           | 7522                           | 3783                           | 3739                           | 7.523                          | 3.790                          | 3.733                          | 5.049,0                        | 101,53                         |